# Lithachne
Lithachne es un género de plantas herbáceas perteneciente a la familia de las poáceas. Es originario de Sudamérica.

## Especies
- Lithachne axillaris
- Lithachne horizontalis
- Lithachne humilis
- Lithachne pauciflora (Diente De Perro)
- Lithachne pauciflorus
- Lithachne pineti
- Lithachne pinetii
- Lithachne robusta[2]